# Karolina Mycielska
Karolina Ludwika Mycielska (ur. 10 lipca 1800 w Krakowie, zm. 15 czerwca 1849 w Warszawie) – polska pisarka, sawantka i mecenas sztuk pięknych.

## Życiorys
Córka Józefa Wodzickiego (1775–1847) ziemianina, właściciela Kościelnik i Prokocimia. Żona Józefa Mycielskiego (1794-1867), właściciela Rokosowa i Wielkiej Łęki. Matka: Franciszka, Marii ks. Sułowskiej, Michała, Karoliny Krasickiej, Feliksa, Anny Lisickiej i Józefa.
W 1849 roku opublikowała rodzinno-społeczną powieść Wczoraj.  Karolina sfinansowała wydanie 2 tomów "Poezji" Bohdana Zaleskiego. Korespondowała z Adamem Jerzym Czartoryskim i Edwardem Raczyńskim.
Zmarła podczas epidemii cholery w Warszawie. Pochowana na Cmentarzu Powązkowskim. 21 czerwca 1949 roku w krakowskim „Czasie” ukazała się informacja o jej śmierci i zaproszenie na nabożeństwo żałobne do kościoła oo. kapucynów w dniu 22 czerwca 1849 roku.

## Twórczość
- Kilka słów do chłopów 1848[4]
- Kilka słów do poczciwych ludzi Leszno 1848[4][7]
- Wczoraj: powieść polska Leszno 1849[4][8]